# Gai Petroni Turpilià
|  | No s'ha de confondre amb Petroni Turpilià. |

Gai Petroni Turpilià (en llatí: Caius Petronius Turpilianus) va ser un magistrat romà del segle i. Era nebot de Aule Plauci, primer governador de la província de Britànnia. Formava part de la gens Petrònia, una antiga família romana d'origen plebeu.
Va ser nomenat cònsol l'any 61 amb Gai Cesenni Pet i va ser enviat per Neró cap a final d'any per succeir Suetoni Paulí en el govern de Britànnia. En aquesta província no va iniciar cap operació militar destacada. Segons Tàcit «va cobrir la inactivitat sota l'honorable nom de la pau». L'any 65 va rebre insígnies triomfals. Aquest fet i la seva amistat amb Neró van provocar la seva ruïna el 68 quan el nou emperador Galba va ordenar la seva execució.